# Pedrito Martínez

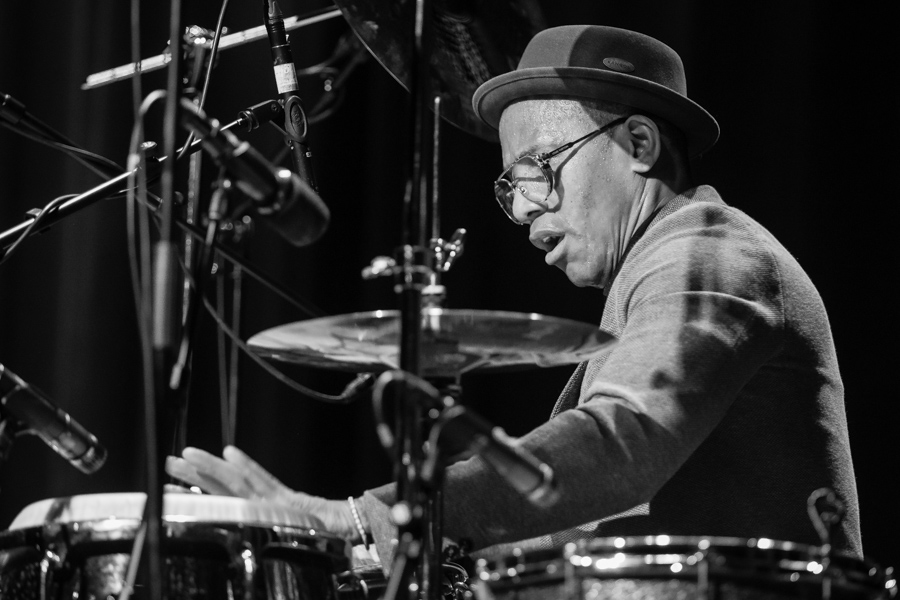
Pedrito Martinez (2020)
Bild: Tore Sætre

Pedro Pablo „Pedrito“ Martínez Campos (* 12. September 1973 in Havanna) ist ein kubanischer Perkussionist (Conga, Batá-Trommel u. a.) und Sänger. Der seit 1998 außerhalb Kubas, aktuell in den USA lebende Musiker ist geprägt von der afro-kubanischen Rumba- und der Santería-Tradition.

## Leben und Wirken
Martínez wuchs in Havanna auf und trat bereits im Alter von elf Jahren in Kuba auf. Er spielte dort unter anderem mit Tata Güines und Los Muñequitos de Matanzas. 1998 ging er mit den Spirits of Havana von Jane Bunnett nach Kanada. Mit den Spirits of Havana machte er auch seine erste Aufnahme 1996 (Chamalongo, Blue Note). 2000 gewann er den Thelonious-Monk-Wettbewerb, damals erstmals in der Sparte Afro-Latin-Jazz Handdrum. Danach zog er nach New York.
Dort wurde er Mitglied der Fusion-Band Yerba Buena, mit der er zwei Alben veröffentlichte, und spielt und tourt mit einer eigenen Band, der Pedrito Martinez Group. Mit ihnen spielte er u. a. auf dem Montreux Jazz Festival und dem Umbria Jazz Festival und Jazzopen Stuttgart.
Martínez ist als Studiomusiker an mehr als 100 Alben beteiligt; er nahm unter anderem mit Paquito D’Rivera, Eliane Elias (Light my Fire, Concord 2011), Kip Hanrahan, Mark Weinstein, Arturo O’Farrill mit Claudia Acuña, Jason Lindner, Stefon Harris, Steve Turre, Eddie Palmieri (auf dessen und Brian Lynchs mit einem Grammy ausgezeichnetem Album Simpático), Issac Delgado, Gonzalo Rubalcaba, Conrad Herwig oder Edie Brickell auf. Er spielte auch mit Cassandra Wilson, Joe Lovano, Wynton Marsalis und dem Lincoln Center Jazz Orchester und Sting (auf einem Benefizkonzert für Regenwälder).
2006 erschien sein Debütalbum Slave to Africa (Selbstverlag bzw. EMI Japan), 2013 folgte das zweite Album unter eigenem Namen Rumba de la Isla (Calle 54) sowie im selben Jahr das Debüt seines Quartetts Pedrito Martínez Group (Motéma). Mit dem Pianisten Alfredo Rodríguez erschien das Album Duologue (Mack Avenue Records 2019). Mit Eric Clapton veröffentlichte er 2020 eine neue Version von „My Father’s Eyes.“